# Bieroper
Als Bieroper bezeichnet man in studentischen Verbindungen ein musikalisches Bühnenstück humoristischen Inhalts, dessen Texte nach bekannten Opernmelodien, Volks- oder Studentenliedern gesungen werden.

## Wesen und Wirkung
Bieropern gibt es zumindest seit dem 18. Jahrhundert. Sie entsprechen der studentischen Neigung, ernsthafte Inhalte und Vorgänge zu parodieren, wie sich dies im gesamten studentischen Ritual feststellen lässt. Bieropern entwickelten sich wohl aus sogenannten Biermimiken, also teils vorbereiteten, teils improvisierten heiteren Szenen, und wurden häufig zu Travestien auf bekannte Theaterstücke oder Opern. Ein  Vergnügen zur allgemeinen Erheiterung und Belehrung, nannte das ein Zuschauer um 1920. Oftmals wurden parodistische Singspiele erst durch die begeisterte Rezeption und Repetition der Studenten zu Bieropern.
Häufig wurden und werden Bieropern als Begleitveranstaltungen zu Stiftungsfesten von Verbindungsmitgliedern verfasst und aufgeführt. Die Darbietung bedarf durchaus komödiantischer und auch musikalischer Fähigkeiten, will sie ihre Komik voll entfalten. Vor allem der Bieranist oder Kistenschinder, also der das dramatische Geschehen am Klavier begleitende Musiker, benötigt Erfahrung, Geduld und Improvisationstalent.  Die Komik beruht meist auf der vorgeblichen Ernsthaftigkeit in der Darstellung lächerlicher Vorgänge, auf der demonstrativen Verulkung von Autoritäten oder geschichtlichen Ereignissen und fast immer auf krass überzogener Drastik (z. B. Doppelselbstmord eines unglücklich verliebten Paares mit Hilfe eines beidseitig gespitzten Bleistiftes). Zur Bieroper gehören auch die heftig akklamierenden Reaktionen des Publikums, welches Beifall oder Missfallen lautstark zum Ausdruck bringt und auch die Wiederholung von Szenen durch Zwischenrufe ("Noch einmal" – bayrisch-österreichisch: "No amoi!") verlangen kann. Die Wirkung der Bieroper ergibt sich also aus diesem Wechselspiel zwischen Darstellern und Zuschauern und der daraus erwachsenden, aufgedrehten Atmosphäre. Subtile Komik ist dabei kaum gefragt. Oftmals ist zum Verständnis des Witzes natürlich auch die Kenntnis örtlicher Gegebenheiten, Ereignisse und Personen vonnöten.

## Bekannte Bieropern
Schon von einem Mitglied der Bachfamilie, Johann Nikolaus Bach (1669–1753) ist uns eine musikalische Posse überliefert, die als frühe Bieroper bezeichnet werden kann. Der jenaische Wein- und Bierrufer entstand zwischen 1720 und 1745 und schildert in derber Weise, wie zwei Studenten einen Wirt zum Besten halten. Noch früher, nämlich 1705, lassen sich zwei Bieropern aus Arnstadt belegen, allerdings ohne studentischen Bezug: Das Carneval als ein Verräter des Eckels vor der heiligen Fastenzeit und Die Klugheit der Obrigkeit in Anordnung des Bierbrauens. Ihr Verfasser ist der Arnstädter Stadt- und Landschulrektor Johann Friedrich Treiber (1642–1719). Produkte dieser Art dürfte es zahlreich gegeben haben, doch sind nur die wenigsten davon erhalten geblieben oder bislang aufgefunden worden.
Im frühen 19. Jahrhundert verfasste der Breslauer Student Hermann Wollheim (1817–1855) mehrere erfolgreiche Studentenlieder und später, bereits als Arzt, eine studentische Bieroper, der ein bleibender Nachruhm beschert war: Tannhäuser und die Prügelei auf der Wartburg in vier Akten ist zwar im Original von 1852 verloren gegangen und auch der Erstdruck von 1854 ist nicht mehr aufzufinden, doch wurde 1931 in der Corpsgeschichte des Breslauer Corps Silesia, für das Wollheim das Stück geschrieben hat, eine Textfassung veröffentlicht, die möglicherweise dem Urtext entspricht oder zumindest nahekommt. Jedenfalls wurde dieses Werk zum Vorbild der Tannhäuserparodie von Johann Nestroy (Tannhäuser oder Die Keilerei auf der Wartburg), die 1857 in Wien uraufgeführt wurde.
Als ein "Hauptmeister" der Bieroper kann der Berliner Richard Thiele (1847–1903) angesehen werden, ein professioneller Musiker und Komponist. Thiele bekleidete 23 Jahre lang die Organistenstelle an der anglikanischen St.-Georges-Church in Berlin. Dazu war er Kapellmeister am Kroll’schen Theater, für das er etliche Bühnenmusiken schrieb. Mit Rinaldo Rinaldini gelang ihm ein bis heute beliebter Klassiker der Bieroper. Erhalten blieben auch seine – vermutlich 1899 entstandene – Gesangsburleske Tannhäuser im Fegefeuer oder Die Lösung eines alten Konflikts, die sehr viele Studentenlieder enthält und noch immer aufgeführt wird, weiters Don Juan von Rückwärts oder Der vergnügte steinerne Gast, Eine famose Gerichtsverhandlung, Der  Schreifritz oder Der Probeschub, Ein Theekränzchen vor hundert Jahren, Des Sängers Fluch und Der Frühschoppen, die ihrem Wesen nach der Gattung Bieroper zuzuordnen sind.
Einige kürzere Stücke sind uns von dem Autor und Komponisten Richard Heinze (1845–1893) überliefert. Von ihm stammen Das fidele Gefängnis, Kunibert von Schreckenstein,  Ein neuer Sängerkrieg auf der Wartburg, Eine fidele Gerichtssitzung, Der Raubritter, die beiden Schillerparodien Die Bürgschaft und Der Taucher wie auch die Goetheparodie Der Erlkönig. Heinze war seit 1866 Lehrer an der Knaben Bürger Schule II in Kassel. Unter anderem verfasste er ein Casseler Tanz Album: 12 Originaltänze in leichter Spielart mit humoristischem Text; das war bereits sein gedrucktes opus 179.
Nähere biographische Daten fehlen für den Komponisten Josef Piber (1857–1922), von dem neben seinen beiden Werken Eduard und Kunigunde sowie Die Brautschau gleichfalls eine Schillerparodie Der Taucher erhalten blieb.
Auch der Wiener Joachim Perinet (1763–1816) leistete mit seiner Opernparodie Ariadne auf Naxos von 1803 einen einschlägigen Beitrag. Sie wird ausdrücklich als musikalische Verulkung der gleichnamigen Oper bezeichnet, wobei aufgrund der großen Zahl von Ariadneopern im 18. Jahrhundert nur vermutet werden kann, dass es sich dabei um das Melodram von Georg Anton Benda aus 1775 handelt.
Eine große Bieroperntradition pflegten im 19. Jahrhundert die Leipziger Universitätssängerschaften St. Pauli und Arion. Auch sie orientierten sich an der Parodie großer literarischer und musikalischer Vorlagen; so entstanden bei den Paulinen 1862 Die Trichinierinnen (eine Parodie auf Sophokles’ Die Trachinierinnen), 1864 Der Handschuh, 1865 Der Ring des Polykrates mit Viktualeinbegleitung und 1866 die Lohengrinparodie Bohnengrün, bei den Arionen 1868 Die Saturnalien, 1869 Alkibiades und Hipparete oder Kleine Ursachen, große Wirkungen oder Der verhängnisvolle Kloßlöffel, 1871 Sophokles auf den olympischen Spielen und 1878 Der schöne Camillo oder Die treuen Gänse. Die Dresdner Universitätssängerschaft Erato ließ sich von den Leipziger Kommilitonen anregen und produzierte 1868 Frau Vasco, die bildschöne Afrikanärrin oder Der verschlagene Marineoffizier (eine Parodie auf Meyerbeers 1865 uraufgeführte, sehr populäre Oper Die Afrikanerin) und 1873 Die Prinzessin von Kannibalien oder Narrheit und Photographie. Viele dieser Aufführungen fanden zur Weihnachtszeit statt und wurden auch als Weihnachtsoperetten bezeichnet. Ihr künstlerischer Anspruch war also etwas höher als jener der Bieropern, doch stehen sie deren Wesen sehr nahe.
Diese Leipziger Tradition ging auch im 20. Jahrhundert nicht verloren, Aufführungen fanden noch bis in die 1930er Jahre statt. 1960 schlossen die Paulinen an ihrem neuen Standort Mainz wieder daran an, wobei nicht nur die Inhalte der neuen Zeit angepasst wurden, sondern auch die Form der Darbietung, die nun mehr das satirisch-kabarettistische Element betonte.

## Wiener Bieroperntradition
Als Zentrum der Bieroperntradition kann heute Wien gelten. Das hat seinen Grund darin, dass sich dort nach einer erfolgreichen Aufführung des Rinaldini im Jahre 1972 das Erste Wiener Bieropernensemble konstituierte und seither in immer wieder erneuerten Formationen aktiv blieb. Die Gründung erfolgte innerhalb der katholisch akademischen Verbindung Bajuvaria und die Mitglieder kommen bis heute ausschließlich aus dem Österreichischen Cartellverband. Das Ensemble tritt in ganz Österreich auf, auch außerhalb studentischer Feste, und gastierte bereits mehrmals in Deutschland. Bis Ende 2012 brachten sie es auf über 470 Aufführungen. Auch wurde die Gattung um mehrere selbst verfasste Stücke bereichert wie Richard Löwenherz (1973 von Michael Seidler), Ritter Blaubart (1976 von Peter Hofbauer), Kronprinz Rudolfs letzte Liebe (1986), Mozart und Don Juan (1993), Romeo und Julia oder Die verderblichen Folgen der Feindschaft (2003) Don Quichotte (2010) und Faust (2013; alle von Wolfgang Rohr). Daneben umfasst das Repertoire die klassischen Bieropern Rinaldo Rinaldini und Tannhäuser im Fegefeuer sowie die meist als Zugabe gespielten kurzen Stücke Die Bürgschaft und Der Taucher. Dieses Ensemble kreierte auch folgende Definition: Eine Bieroper, das ist Biergläser statt Operngläser und Wirtshäuser statt Tannhäuser.
Auf eine lange Bieroperntradition kann auch die 1922 gegründete Wiener Pennalverbindung Borussia verweisen, die dem Mittelschüler-Kartell-Verband angehört. Deren Aufführungen waren immer Eigenkreationen von Mitgliedern und lebten von sehr persönlichen Anspielungen. So sind bereits vor dem Zweiten Weltkrieg nicht weniger als fünf Produktionen nachweisbar, darunter Hamlet, Prinz vom Tandelmarkt, deren Text aber verloren ging. In den letzten 1970er Jahren schloss man an diese Tradition an und produzierte seither in unregelmäßigen Abständen neue Werke: Heinrich der Letzte – Henricus ultimus (1979), Dracula oder Knoblauch verdirbt nicht (1983), Das verliebte Gespenst (1992), Die Couleurmaschine oder Vaganten haben’s schwer (1997), Galgenfreuds letzte Liebe (2007) und zuletzt, im Herbst 2012, Hotel Oriental.

## Weitere Werke
Bemerkenswerte Folgen für die internationale Musikkultur hatte die Aufführung einer Bieroper Dalibor oder Der Boehm von Franz Pawlowski durch den Wiener Akademischen Gesangsverein am 4. November 1898 in den Sophiensälen. Der Titel lässt eine doppelte Parodie erkennen: einerseits auf Friedrich Smetanas tschechisch-nationale Dalibor-Oper von 1868, andererseits auf die erst zwei Jahre zuvor mit riesigem Erfolg uraufgeführte La Bohème Giacomo Puccinis. Das besondere an dieser Aufführung war, dass darin ein junger Medizinstudent aus Salzburg auftrat und einen so ausgezeichneten Eindruck hinterließ, dass er sein Studium abbrach und eine Sängerkarriere einschlug. Bereits vier Jahre später debütierte er in Bayreuth, sieben Jahre später war er österreichischer Kammersänger. Es handelt sich um den Bass Richard Mayr, der in den 1920er-Jahren weltweit zum Inbegriff des Ochs auf Lerchenau in Richard Strauss’ Rosenkavalier wurde.
1953 ist eine Bieroper "Faust" als wesentlich verbesserter Goethe bei der Markomannia Brünn in Karlsruhe belegt. Im selben Jahr produzierte die Höhentübingen zu Tübingen Orpheus und Eurydike.
1957 präsentierte die Wiener Sängerschaft Barden Othello oder Denn wir wissen nicht, was wir tun.
Eine richtige Bieropernphase hatte die MKV-Verbindung Falkenstein Mistelbach während der letzten 1980er-Jahre. Ein kreatives Team verfasste und inszenierte 1981 Ritter Kuniberts letzter schrecklicher Fluch. 1982 folgte Lodengrün der Frauenmörder – Eine Vampiroper, 1984 Il morte del Alchemistros und 1985 Amalie. Aufführungen dieser Werke fanden bis in die 1990er-Jahre statt.
Die Wiener ÖCV-Verbindung Rugia leistete 1988 einen Beitrag mit Caesar und Kleopatra; 2011 brachte die Alpenland, ebenfalls eine Wiener Verbindung des ÖCV, Ritter Pavarotti und der Heilige Gral zur Uraufführung.
1989 feierte die MKV-Verbindung Küenburg Tamsweg ihr 10. Stiftungsfest auch mit der Uraufführung einer neuen, selbst verfassten Bieroper Eduard und Kunigunde. 2002 tat dies die MKV-Verbindung Ötscherland Scheibbs mit einem zwar namenlosen, aber sehr erfolgreichen Werk zum 650. Stadtjubiläum. Und auch die Uttenruthia Erlangen, die älteste bestehende nichtschlagende Verbindung, kreierte anlässlich des 175. Stiftungsfestes 2011 ihre Erste Uttenreuther Bieroper.
Auch die MKV-Verbindung Tauriskia Villach hat im Laufe der Jahre eine Bieropern-Tradition entwickelt. Anlässlich ihres 60. Stiftungsfestes im Jahr 1987 entstand Der Pfaffen Fluch, das zwanzig Jahre später in einer überarbeiteten Fassung wieder aufgenommen wurde. 1997, also zum 70. Stiftungsfest, wurde König Lanzenreiters Schwafelrunde uraufgeführt, und zum 75. folgte 2002 Juliens Fall – oder wie Schleppepepe seine Josefine fand.
Aus dem Bereich des Kölner Karnevals, der Karnevalsgesellschaft Fidelio, kommt das um 1870 entstandene und gedruckte Opus Fidelia.
Den Terminus Bieroper übernahm im Herbst 2012 auch die Staatsoper Hannover: Wie wohl tut doch der Gerstensaft wurde als kulinarisches Abendprogramm konzipiert – zwar nicht auf der Hauptbühne, sondern in einem Küchencenter, aber immerhin mit professionellen Darstellen aus ihrem Ensemble und dem Opernchor; genützt wurde Musik von Johann Sebastian Bach, Robert Schumann und Richard Strauss. Mit diesem gastronomischen Hintergrund kommt dieses Werk dem Urtyp der Gattung wieder nahe.
Ein Kuriosum besonderer Art stellt die SWPÖ dar, die Schneider Weiße Partei Österreichs, ein Verein von Weißbierliebhabern, der nebst anderen Aktivitäten Jahr für Jahr auch eine Bieroper eigener Machart herausbringt und damit in mehreren österreichischen und bayerischen Städten auftritt.
Ein Werkverzeichnis von Bieropern liegt bislang nicht vor. Doch hat der Österreichische Verein für Studentengeschichte in seiner Zeitschrift einmal eine umfangreiche Auflistung vorgelegt. Dabei sind auch Szenen, Duette, Terzette und Quartette berücksichtigt, was beweist, dass der Gattungsbegriff sehr weit gespannt ist.

## Tonträger
CBS Records hat im Jahr 1982 unter der Nummer 54474 eine Schallplatte mit den beiden Werken „Rinaldini“ und „Richard Löwenherz“ herausgebracht.
Eine DVD mit den beiden Bieropern „Ritter Blaubart“, „Rinaldini“ und der Zugabe „Die Bürgschaft“ liegt dem Literaturwerk „Vorhang auf! – Das Erste Wiener Bieropernensemble zu Gast beim Coburger Pfingstkongreß“ bei.